# Justin Pierce
Justin Charles Pierce (* 21. März 1975 in London; † 10. Juli 2000 in Las Vegas) war ein US-amerikanischer Schauspieler.
Pierce wurde 1975 in London geboren und zog als Kleinkind mit seiner Familie nach New York City, wo er seine Jugend verbrachte. Bekannt wurde Pierce bereits durch seine erste Filmrolle, die Darstellung des Casper in dem US-amerikanischen Film Kids aus dem Jahr 1995 (er wurde beim Skaten im Park entdeckt). Außerdem spielte er in dem Drama Das Camp – Nur die Stärksten kommen durch (USA, 1997), in dem Thriller Eine Nacht in L.A. (USA, 1999, alternativer Titel Ohne jede Chance), in der Komödie Next Friday (USA, 2000) sowie in zwei Folgen der Familienserie Malcolm mittendrin. Sein letzter Film, Looking for Leonard, wurde erst zwei Jahre nach seinem Tod fertiggestellt.
Am 10. Juli 2000 wurde Pierce nach Suizid in einem Hotelzimmer in Las Vegas aufgefunden. Er hatte zwei Abschiedsbriefe verfasst, deren Inhalt der Öffentlichkeit nicht preisgegeben wurde. Pierce hinterließ seine Ehefrau und ein Kind.

## Filmografie
- 1995: Kids
- 1997: A Brother’s Kiss
- 1997: Das Camp – Nur die Stärksten kommen durch
- 1998: Myth America
- 1998: Wild Horses
- 1998: Too Pure
- 1999: Eine Nacht in L.A. (Out in Fifty)
- 1999: Freak Weather
- 1999: Pigeonhold
- 2000: Malcolm mittendrin (Malcolm in the Middle, Fernsehserie, 2 Folgen)
- 2000: Next Friday
- 2002: Looking for Leonard